# Ilion

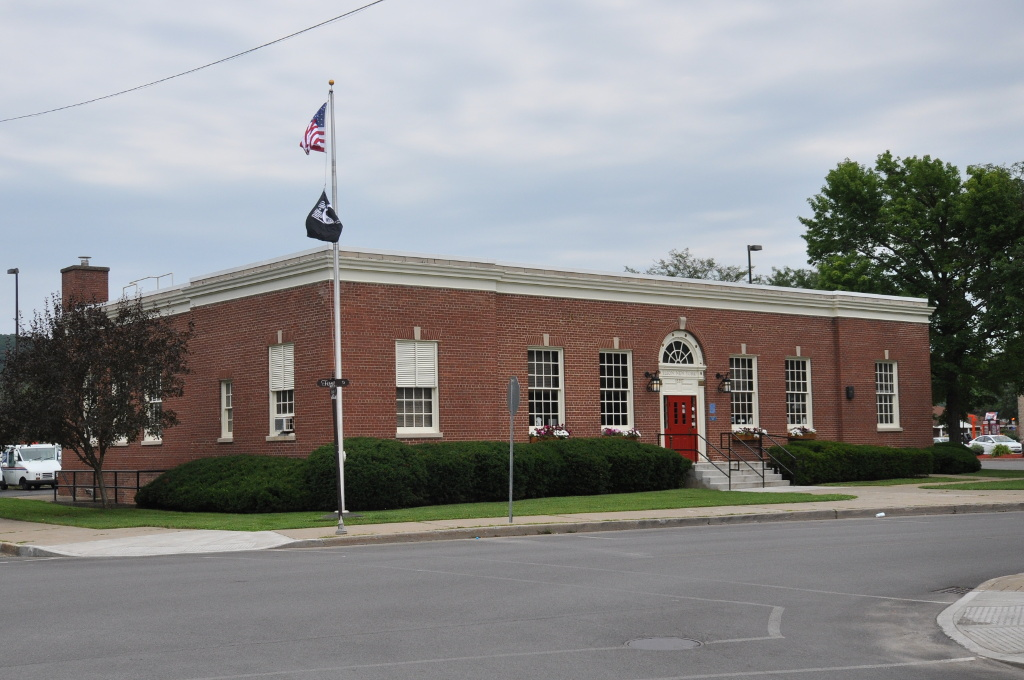
Escritório dos Correios de Ilion

Ilion é uma vila localizada no estado americano de Nova Iorque. Está localizada no Condado de Herkimer e na Municipalidade de German Platts. Sua área é de 6,5 km², sua população era de 7.790 habitantes em 2017 e sua densidade demográfica é de 1.340,5/km².
A comunidade de Ilion começou a florescer por volta de 1816, quando Eliphalet Remington criou seu primeiro rifle. Ele desenvolveu no local a empresa de manufatura Remington Arms.